# Ri Chang-ho
Dans ce nom coréen, le nom de famille, Ri, précède le nom personnel.
Ri Chang-ho, né le 4 janvier 1990 en Corée du Nord, est un footballeur international nord-coréen, qui évolue au poste de défenseur.

## Biographie

### Carrière en sélection
Il joue son premier match en équipe de Corée du Nord le 19 novembre 2014, contre Taïwan (score : 0-0).
Il participe avec la Corée du Nord à la Coupe d'Asie des nations 2015 organisée en Australie.

## Palmarès
- Finaliste de la Coupe du président de l'AFC en 2014 avec le Rimyongsu SC